# Beyde Marjam II
Beyde Marjam II – cesarz Etiopii od 15 kwietnia do grudnia 1795 roku. Pochodził z dynastii salomońskiej i prawdopodobnie był synem Salomona II. Nieznana jest data jego narodzin, ani śmierci. Wallis Budge twierdzi, że Beyde Marjam mógł być tą samą osobą, co Salomon III.

## Okoliczności wstąpienia na tron i początki rządów
Angielski podróżnik Nathaniel Pearce, który spotkał byłego cesarza podczas wizyty u rasa Uelde Syllasje 20 stycznia 1813, twierdził, że Beyde Marjam był cesarzem tylko raz, przez okres dziewięciu miesięcy. Pearce zapisał informacje na temat rządów byłego władcy. Beyde Marjam został ustanowiony cesarzem przez rasa Uelde Gabriela, a po wygnaniu przez rasa Aligaza, były cesarz znalazł schronienie u rasa Guebry. Dalszych szczegółów dostarcza Kronika królewska. Gdy cesarz Tekle Gijorgis I opuścił Gonder, Beyde  Marjam został ogłoszony cesarzem, pomimo protestów abuny Yosaba III. Następnie Uelde Gabriel został wyniesiony do godności rasa bitueddena, jednak jego poparcie udzielane cesarzowi było niewielkie. Niedługo po koronacji słudzy rasa Guebry, w Shawada i Mosabicie starli się ze sługami Uelde Gabriela. Uelde Syllasje pozornie poparł Beyde Marjama na tronie, ale tymczasem wysłał tajną wiadomość do dedżazmacz Hajle Uanda Beuessena z prośbą o wsparcie. Później cesarz i Uelde Syllasje prowadzili kampanię na prowincji, w celu pokazu siły, ale pora deszczowa zmusiła Beydę Marjama do powrotu do Gondaru.

## Dalsze walki i koniec panowania
Pod koniec 1795 dedżazmacz Hajle Uand Beuessen wyruszył z prowincji Lasta, wsparty przez przedstawicieli plemienia Oromo pochodzących z Wello i pokonał Uelde Gabriela w bitwie pod Felakit. Uelde Gabriel wycofał się w kierunku rzeki Checheho, zatrzymując się w Maryam Weha i powstrzymał swoich wrogów pod Agala, a gdy próbował wycofać się w kierunku Sabisabaru, został zaatakowany i ponownie pokonany pod Tsanfa Gumara. Uelde Gabriel ostatecznie wycofał się do Quratsy, gdzie mnisi pogodzili go z Uandem Beuessenem. Gabriel wstąpił do klasztoru w Mahdere Marjam, a Beuessen wyruszył do Gondaru, gdzie przywrócił tron Tekle Gijorgisowi I. W 1802 Baeda Maryam był więźniem w prowincji Semien. W styczniu 1813 podczas wizyty Nathaniela Pearce'a wciąż tam przebywał i odwiedził Uelde Syllasje szukając u niego pomocy w ponownym wstąpieniu na tron, ale możnowładca odmówił wsparcia. Według Pearce'a Syllasje myślał o wsparciu w przywróceniu korony cesarskiej Tekle Gijorgisowi I, ale nie uczynił żadnych kroków zmierzających w tym kierunku.